# Ёсикава, Такэо
Такэо Ёсикава (яп. 吉川 猛夫 Ёсикава Такэо, 7 марта 1914 — 20 февраля 1993) — японский разведчик, офицер Императорского флота Японии; осуществлял разведку на Гавайских островах перед налётом на Перл-Харбор.

## Биография
Окончил в 1933 году Военную академию Императорского флота Японии с отличием. Служил на броненосном крейсере «Асама» и на разных подлодках. В 1934 году собирался начать службу в морской авиации, однако из-за серьёзной болезни желудка вынужден был отказаться. В 1936 году был исключён из списков ВМС и чуть не совершил ритуальное самоубийство. Через год Ёсикава начал службу в военно-морской разведке, числясь при штабе ВМС в Токио. Считался экспертом по ВМС США, использовал все возможные источники. Во время одной из разведывательных операций он перехватил сообщение, отправленное с помощью коротковолновой радиостанции, о конвое из 17 транспортов, шедших из Фритауна в Великобританию. Эта информация была передана японцами немцам, что привело к разгрому конвоя, а сам Ёсикава получил письмо с благодарностью от фюрера.
В 1940 году Ёсикава сдал экзамены по английскому и стал сотрудником Министерства иностранных дел Японии. 27 марта 1941 года под именем Тадаси Моримура (яп. 森村 正) и в должности вице-консула в сопровождении генерального консула Нагао Киты (яп. 喜多 長雄) прибыл на борту лайнера «Нитта Мару» на Гавайские острова. Он арендовал квартиру, выходившую на Перл-Харбор, и часто прогуливался по Оаху, записывая всю информацию о перемещениях флота и о предпринимаемых мерах безопасности. Для сбора информации он также совершал неоднократно облёты на небольших самолётах над аэропортом имени Джона Роджерса, фиксируя информацию о расположении американских объектов; нырял под воду, используя для дыхания тростниковую трубку; плавая на буксире ВМС США и подслушивая чужие разговоры. Его коллегами были агент абвера Бернард Кюн и ещё один выпускник Военно-морской академии Кокити Сэки (яп. 関 興吉), работавший под легендой казначея консульства. Согласно наблюдениям Ёсикавы, на Гавайских островах проживало около 160 тысяч этнических японцев, однако он никогда не пользовался их услугами, поскольку не доверял им и относился к ним с неким презрением.
Не имея понятия о том, когда будет предпринята атака на Перл-Харбор, он делал всё, чтобы подготовиться к любым неожиданностям. Его донесения передавались японским консульством с помощью шифровальной машины PURPLE в Министерство иностранных дел, а оттуда шли в штаб императорского флота Японии. Хотя код был взломан американскими дешифровщиками и все сообщения перехватывались, японским сообщениям уделялось меньше всего внимания со стороны США, поскольку подавляющая их часть носила коммерческий характер. Всего одно сообщение, направленное в адрес Киты (де-факто в адрес Ёсикавы), отправленное 24 сентября 1941 года, оказалось подозрительным: в нём содержалась информация о разделении Перл-Харбора на пять зон и просьба сообщить, сколько кораблей будет размещаться в каждой зоне. Из-за задержек это сообщение не смогли расшифровать до середины октября, а позже проигнорировали. Это сообщение, отправленное дважды за неделю, позволило адмиралу Исороку Ямамото подробно проработать и утвердить окончательный вариант плана атаки на Перл-Харбор. В одном из эфиров коротковолновой радиостанции, передававшей новости из Токио, прозвучала фраза «Восточный ветер, дождь». Это означало, что Токио готовится к нападению. Ёсикава немедленно уничтожил все документы и вещественные доказательства, как-либо указывавшие на следы его нелегальной деятельности. В день нападения его арестовало ФБР, однако не смогло доказать выдвинутые обвинения, и после того, как в августе 1942 года Япония и США обменялись задержанными дипломатами, он вернулся в Японию.
Ёсикава продолжал работать в военно-морской разведке Японии до конца войны. После капитуляции он скрылся в подполье, опасаясь угрозы своей жизни в случае раскрытия факта его шпионажа на Гавайях. Вскоре он вышел из подполья и женился. Он так и не получил никаких наград за свою работу во время войны; в 1955 году открыл магазин сладостей, однако быстро разорился, поскольку о его роли всё-таки узнали в Японии и США. Согласно его собственным воспоминаниям, местные жители обвиняли Ёсикаву в развязывании войны и даже в сбросе атомных бомб на Японию. До конца своей жизни он оставался непонятым, и его поддерживала только жена. Он скончался в доме престарелых. Позже историки, упоминая его в ряде работ о войне, назвали его шпионскую деятельность одной из причин массовых депортаций американских граждан японского происхождения, поскольку он тем самым подорвал доверие американцев к японцам.